# Deutsches Komitee Katastrophenvorsorge
Das Deutsche Komitee Katastrophenvorsorge e. V. (DKKV) ist ein Verein mit Sitz in Bonn mit dem Zweck der Förderung der Katastrophenvorsorge. Das DKKV bezeichnet sich als Kompetenzzentrum für alle nationalen und internationalen Fragen der Katastrophenprävention und als Mittler zu internationalen Organisationen und Initiativen, die im Bereich der Katastrophenvorsorge tätig sind. Vorsitzender ist derzeit (2022) Leon Eckert.

## Geschichte

### Dekade zur Reduzierung von Naturkatastrophen (IDNDR)
Die 1990er-Jahre wurden von den Vereinten Nationen zur Dekade zur Reduzierung von Naturkatastrophen (IDNDR) erklärt, um ein stärkeres Bewusstsein für die sozialen, ökologischen und ökonomischen Folgen von sich häufenden Schäden durch extreme Naturereignissen zu schaffen. Im Vordergrund stand die Entwicklung von Strategien zur Katastrophenvorsorge, um somit effektiv die katastrophalen Auswirkungen von Naturereignissen zu reduzieren bzw. abzumildern. Zentrum aller Aktivitäten wurde das bei den Vereinten Nationen in Genf angesiedelte IDNDR-Sekretariat; zugleich wurden die Mitgliedstaaten aufgerufen ihrer nationalen Verantwortung mit der Einrichtung von nationalen Komitees gerecht zu werden.
Während die IDNDR zu Beginn stark wissenschaftlich-technisch orientiert war und der Schwerpunkt auf der Umsetzung vorhandener Technologien weltweit lag, rückte die UN-Konferenz zur Reduzierung von Naturkatastrophen 1994 in Yokohama erstmals sozio-ökonomische Aspekte der Katastrophenvorsorge in den Vordergrund. Es wurde festgestellt, dass technische Lösungen alleine nicht genug Schutz vor Katastrophen bieten konnten, sondern dass die potentiell betroffenen Menschen mit ihren Fähigkeiten und Gestaltungsmöglichkeiten, sowie ihrem sozialen und ökonomischen Umfeld stärker einbezogen werden mussten. Mit der Anerkennung der Katastrophenvorsorge als Bestandteil nachhaltiger Entwicklung wurden die ursprünglichen Ziele der IDNDR erweitert. Zum Ende der Dekade wurde die IDNDR durch die Internationale Strategie zur Reduzierung von Katastrophen (ISDR) mit einem eigenen Sekretariat, ebenfalls in Genf angesiedelt, abgelöst.

### Gründung des Deutschen Komitees Katastrophenvorsorge e.V.
Vor dem Hintergrund der Dekade zur Reduzierung von Naturkatastrophen und dem UN-Aufruf nationale Komitees zu gründen, richtete der damalige Außenminister Hans-Dietrich Genscher 1989 das Deutsche IDNDR-Komitee zur Katastrophenvorbeugung in Bonn ein. Als ersten Vorsitzenden dieses Komitees ernannte Genscher den Botschafter a. D. Günther van Well. Die erste Geschäftsstelle wurde in Kooperation von Auswärtigem Amt und Deutschem Roten Kreuz zunächst im Generalsekretariat des DRK und später im Konrad-Adenauerhaus eingerichtet. In dieser ersten Aufbauphase konnte ein Operativer Beirat aus Führungskräften des Katastrophenschutzes und der Hilfsorganisationen aufgebaut werden. Ebenso konnte in Kooperation mit der deutschen Forschungsgemeinschaft ein Wissenschaftlicher Beirat mit renommierten Professoren der betroffenen Fachrichtungen zusammengestellt werden. Im Jahr 1991 organisierte das AA in Kooperation mit der IDNDR-Geschäftsstelle ein erstes internationales Arbeitstreffen auf dem Petersberg bei Bonn.
Im Jahr 1999 wurde der Name des Vereins in Deutsches Komitee Katastrophenvorsorge e. V. (DKKV) geändert.

### Ehemalige Vorsitzende
- seit 2022: Leon Eckert
- 2019–2022: Katja Dörner
- 2015–2019: Annegret Thieken
- 2011–2015: Gerold Reichenbach
- 2001–2011: Irmgard Schwaetzer
- 1999–2001: Norbert Blüm
- 1996–1998: Hans Koschnick
- 1992–1996: Hans-Jürgen Wischnewski
- 1989–1992: Günther van Well

### Die Aktivitäten des IDNDR Komitee und des DKKV bis 2015
Das IDNDR Komitee, bzw. seine Nachfolgerin das DKKV, agierte als Nationale Kontaktstelle für UNISDR (heute United Nations Office for Disaster Risk Reduction UNDRR) und UNFCCC (United Nations Framework Convention on Climate Change) und hatte einen wissenschaftlichen und operativen Beirat aufgebaut.
Die nationalen und internationalen Aktivitäten des Komitees waren unter anderem:
- Begleitung von und Mitwirkung an internationalen Rahmenwerken (z. B. [Hyogo Framework for Action 2005–2015: Building the resilience of nations and communities to disasters], Sendai Rahmenwerk für Katastrophenvorsorge 2015-2030) und nationale Strategien (z. B. Deutsche Anpassungsstrategie an den Klimawandel)
- Bestandsaufnahme Katastrophenszenarien und Vorsorge-Defizite
- Expertengespräche, Fachtagungen (z. B. Forum Katastrophenvorsorge), Arbeitsgruppen, Fortbildungsseminare
- Politische Beratung Bundeskanzleramt und Innenministerium
- Medien-Events und Filmproduktionen, Presseveranstaltungen
- Kooperation mit dem Auswärtigen Amt und dem Bundesministerium für wirtschaftliche Zusammenarbeit und Entwicklung (BMZ)
- Internationale Kooperation z. B. Kirgistan, Usbekistan, Nicaragua, Tunesien, Algerien, Marokko
- Gutachtermissionen, Aufbau von Kapazitäten z. B. durch Trainingskurse
- Aufbau Nationaler Plattformen, z. B. Indonesien und Kirgistan

Aufgrund veränderter Rahmenbedingungen, u. a. der weiteren Verbreitung von Expertise zu Katastrophenvorsorge in anderen Institutionen, wurde 2015 eine strategische Neuaufstellung des DKKV angestrebt. Im Jahr 2022 wurde die Strategie 2020+ durch die Strategie 2030+ abgelöst, die die aktuellen Arbeitsfelder und Zielsetzungen des DKKV beschreibt.

## Deutsches Komitee Katastrophenvorsorge

### Zielsetzung und Strategie 2020+
1. ↑  DKKV: Das Komitee. In: www.dkkv.org. Deutsches Komitee Katastrophenvorsorge (DKKV), 20. Dezember 2022, abgerufen am 20. Dezember 2022.

Das DKKV bündelt und fördert die Kommunikation zwischen Regierungs-, Verwaltungs-, Hilfs-, Forschungs- und Ausbildungsinstitutionen sowie Unternehmen und zielt auf die Stärkung der Resilienz und Lernfähigkeit der Gesellschaft. Das DKKV versteht Resilienz dabei in einem transformativen Sinn, indem das Lernen aus vergangenen und antizipierten Entwicklungen in den Vordergrund gestellt wird. Durch sein Alleinstellungsmerkmal – seinen Netzwerkcharakter innerhalb der Katastrophenvorsorge – ist das DKKV in besonderem Maße fähig, dafür wesentlichen Akteure an einen Tisch zu bringen und es erschließt als Diskussionsplattform ein erhebliches Potenzial an Wissensbeständen. Dies ermöglicht sowohl eine umfassende Bewertung von Ereignisabläufen und Planungen als auch die Entwicklung von konkreten Empfehlungen und Prioritäten für Forschung und Praxis.
Der Verein ist keine operativ tätige Organisation, d. h., er leitet keine eigenen Projekte und entsendet auch im Katastrophenfall keine eigenen Mitarbeiter. Vielmehr versteht es sich als zentrale Stelle zur Bündelung von theoretischem und praktischem Wissen um daraus langfristige Maßnahmen zur Katastrophenprävention ableiten zu können. Der Zuständigkeitsbereich des DKKV liegt damit im Vorsorgebereich. Hierbei unterstützt das DKKV insbesondere fachübergreifende Forschungsansätze zur Katastrophenvorsorge in anderen Fachsektoren sowie in Politik und Wirtschaft und die Verbreitung der Erkenntnisse der Katastrophenvorsorge auf allen Ebenen des Bildungsbereichs. Daneben empfiehlt es die Umsetzung der vorhandenen Erkenntnisse zur Katastrophenvorsorge in Politik, Wirtschaft und Verwaltung, die Weiterentwicklung einer fach- und länderübergreifenden Kooperation in der operativen Katastrophenvorsorge sowie die Entwicklung medialer Strategien zur Förderung und Stärkung der Vorsorge in der Gesellschaft.

### Arbeitsfelder
In der Strategie 2030+ sind drei Kernarbeitsfelder des DKKV definiert.
1) Netzwerk
Austausch und Synergien starten
2) Beratung
Entscheidungsträger kompetent beraten
3) Wissenstransfer
Wissen bündeln, vermitteln und Bewusstsein schaffen.

### Das DKKV als Forschungspartner
Forschung spielt in der Weiterentwicklung von Katastrophenvorsorgestrategien und im gesamten Bereich des Bevölkerungsschutzes eine wichtige Rolle. Die breite Vernetzung stellt ein Alleinstellungsmerkmal des DKKV dar, welches es besonders als Partner in Forschungsvorhaben im Bereich der Katastrophenvorsorge und des Bevölkerungsschutzes prädestiniert. Als Netzwerk hat das DKKV in besonderem Maße die Möglichkeit, vielfältige Expertise aus verschiedenen operativen und wissenschaftlichen Bereichen der Katastrophenvorsorge in Forschungsvorhaben einzubringen und miteinander zu vernetzen. Hierbei ist es das Anliegen des DKKV, die Verbindung zwischen Wissenschaft, Praxis und Politik herzustellen und bedarfsorientiert Forschungsvorhaben zu unterstützen. Insbesondere stehen die Koordinierung von Forschungsaktivitäten, die Gestaltung der Kommunikation innerhalb von Forschungskonsortia und darüber hinaus, sowie die Synthese von Forschungsergebnissen und deren bedarfs- und zielgruppengerechte Verbreitung im Vordergrund.
Folgende Aktivitäten bringt das DKKV in Forschungsprojekte ein:
Koordination
Das DKKV koordiniert Aktivitäten in Forschungsprojekten und -vorhaben und kann aufgrund der breiten Expertise seines Netzwerkes Forschungsarbeiten effizient anleiten und an bestehende Arbeiten anknüpfen, um dadurch Synergien zu erzeugen und Doppelforschungen zu vermeiden.
Kommunikation
Das DKKV steuert in Forschungsprojekten die Kommunikation zwischen einzelnen Partnern und gestaltet die zielgerichtete Verbreitung der Forschungsergebnisse an nationale und internationale Empfänger.
Synthese
Das DKKV ist durch seine weitreichende Vernetzung unterschiedlicher Expertisen dazu geeignet, Synthesen von bestehenden Forschungsergebnissen und Vorgehensweise zu erstellen und diese bedarfs- und zielgruppengerecht aufzubereiten.
Das DKKV ist aktiv an mehreren nationalen und internationalen Forschungsprojekten beteiligt. Welche Projekte das zurzeit sind, kann der [Webseite] des DKKV entnommen werden.

### Organisationsstruktur
Der Verein verfolgt ausschließlich gemeinnützige Zwecke. Gemäß seiner Zielsetzung der integrierten Katastrophenvorsorge vereint das DKKV Akteure aus den für die Katastrophenvorsorge relevanten Bereichen Politik, Wirtschaft, Medien, Verwaltung, Wissenschaft, Technik, Entwicklungszusammenarbeit und Katastrophenschutz.
Das höchste beschlussfassende Organ ist die jährlich stattfindende Mitgliederversammlung.
Die strategische und operative Leitung übernimmt der gewählte Vorstand. Geführt wird das DKKV zurzeit (2022) von einem achtköpfigen Vorstand.

| - Leon Eckert, MdB Bündnis 90/Die Grünen (Vorsitzender) - Stefan Pickl, Universität der Bundeswehr München (Stellvertretender Vorsitzender) - Martin Zeidler, Bundesamt für Bevölkerungsschutz und Katastrophenhilfe (BBK) (Stellvertretender Vorsitzender) | - Monika Gähler, Deutsches Zentrum für Luft- und Raumfahrt (DLR) - Wolfram Geier, Bundesamt für Bevölkerungsschutz und Katastrophenhilfe (BBK) - Lothar Schrott, Universität Bonn Geographisches Institut - Marie-Theres Baranski, United Nations University, Universität Bonn | - Reimund Schwarze, Helmholtz Zentrum für Umweltforschung (UFZ) - Martin Voss, Freie Universität Berlin; Katastrophenforschungsstelle Berlin (KFS) - Stephanie Hänsel, Deutscher Wetterdienst (DWD) |

Quelle:

### Mitglieder
Mitglieder beim DKKV können sowohl juristische als auch natürliche Personen sein.
Institutionelle Mitglieder
- Bundesamt für Bevölkerungsschutz und Katastrophenhilfe (BBK)
- Bundesanstalt für Landwirtschaft und Ernährung (BLE)
- Bundesanstalt Technisches Hilfswerk (THW)
- Deutsche Gesellschaft für Internationale Zusammenarbeit (GIZ)
- Deutscher Wetterdienst (DWD)
- Deutsches GeoForschungsZentrum – Helmholtz-Zentrum Potsdam (GFZ)
- Deutsches Rotes Kreuz
- Deutsches Zentrum für Luft- und Raumfahrt e. V. (DLR)
- Helmholtz Zentrum für Umweltforschung (UFZ)
- Karlsruher Instituts für Technologie (KIT) Center for Disaster Management and Risk Reduction Technology (CEDIM)
- Stadtentwässerungsbetriebe Köln, AöR
- Umweltbundesamt (UBA)
- United Nations University, Institute for Environment and Human Security (UNU-EHS)
- ADAC Luftrettung
- Akademie Hochwasserschutz
- DRF Luftrettung

Persönliche Mitglieder
Neben den institutionellen Mitgliedern hat das DKKV zurzeit rund 59 persönliche Mitglieder und 93 Young Professionals (Stand 2025). Viele persönliche Mitglieder sind an Universitäten und Wissenschaftseinrichtungen beschäftigt, welche sich mit Themen der Katastrophenvorsorge beschäftigen. Um den Nachwuchs hier zu stärken, können Studierende und Berufseinsteiger, sogenannte Young Professionals, dem Verein zu einem reduzierten Mitgliedsbeitrag beitreten.
Young Professionals in dem Bereich der Katastrophenvorsorge sind dem DKKV und seinen Mitgliedern besonders wichtig. Aus diesem Grund wird seit 2018 der Nachwuchsförderpreis „Preparedness 2030“ in Kooperation mit der Deutschen KlimaStiftung vergeben. Im Jahr 2022 wird der DKKV-Förderpreis von der THW-Stiftung unterstützt.
Netzwerkpartnerschaften
Das DKKV ist in eine Reihe von nationalen und internationalen Netzwerken eingebunden und gestaltet diese aktiv mit. Das DKKV agiert u. a. als Nationale Kontaktstelle für IRDR und ist Mitglied beim Bonner Netzwerk Internationaler Katastrophenschutz und Risikomanagement.